# Talmont-Saint-Hilaire
Talmont-Saint-Hilaire és un municipi francès situat al departament de Vendée i a la regió de País del Loira. L'any 2007 tenia 6.693 habitants.

## Demografia

### Població
El 2007 la població de fet de Talmont-Saint-Hilaire era de 6.693 persones. Hi havia 2.764 famílies de les quals 672 eren unipersonals (300 homes vivint sols i 372 dones vivint soles), 1.116 parelles sense fills, 840 parelles amb fills i 136 famílies monoparentals amb fills.
La població ha evolucionat segons el següent gràfic:
Habitants censats

### Habitatges
El 2007 hi havia 5.607 habitatges, 2.791 eren l'habitatge principal de la família, 2.639 eren segones residències i 177 estaven desocupats. 4.385 eren cases i 1.183 eren apartaments. Dels 2.791 habitatges principals, 2.142 estaven ocupats pels seus propietaris, 597 estaven llogats i ocupats pels llogaters i 52 estaven cedits a títol gratuït; 26 tenien una cambra, 151 en tenien dues, 547 en tenien tres, 898 en tenien quatre i 1.169 en tenien cinc o més. 2.395 habitatges disposaven pel capbaix d'una plaça de pàrquing. A 1.309 habitatges hi havia un automòbil i a 1.320 n'hi havia dos o més.

### Piràmide de població
La piràmide de població per edats i sexe el 2009 era:
| Homes | Edats   | Dones |
| ----- | ------- | ----- |
| 0     | 95 o +  | 12    |
| 12    | 90 a 94 | 40    |
| 20    | 85 a 89 | 68    |
| 36    | 80 a 84 | 44    |
| 116   | 75 a 79 | 144   |
| 172   | 70 a 74 | 172   |
| 136   | 65 a 69 | 128   |
| 180   | 60 a 64 | 204   |
| 112   | 55 a 59 | 112   |
| 184   | 50 a 54 | 164   |
| 160   | 45 a 49 | 128   |
| 200   | 40 a 44 | 176   |
| 216   | 35 a 39 | 212   |
| 248   | 30 a 34 | 208   |
| 148   | 25 a 29 | 176   |
| 96    | 20 a 24 | 108   |
| 140   | 15 a 19 | 132   |
| 136   | 10 a 14 | 184   |
| 160   | 5 a 9   | 184   |
| 140   | 0 a 4   | 144   |

## Economia
El 2007 la població en edat de treballar era de 4.071 persones, 2.915 eren actives i 1.156 eren inactives. De les 2.915 persones actives 2.629 estaven ocupades (1.448 homes i 1.181 dones) i 286 estaven aturades (98 homes i 188 dones). De les 1.156 persones inactives 553 estaven jubilades, 246 estaven estudiant i 357 estaven classificades com a «altres inactius».

### Ingressos
El 2009 a Talmont-Saint-Hilaire hi havia 2.983 unitats fiscals que integraven 6.940,5 persones, la mediana anual d'ingressos fiscals per persona era de 18.328 €.

### Activitats econòmiques
Dels 459 establiments que hi havia el 2007, 4 eren d'empreses extractives, 9 d'empreses alimentàries, 1 d'una empresa de fabricació de material elèctric, 1 d'una empresa de fabricació d'elements pel transport, 20 d'empreses de fabricació d'altres productes industrials, 94 d'empreses de construcció, 75 d'empreses de comerç i reparació d'automòbils, 7 d'empreses de transport, 56 d'empreses d'hostatgeria i restauració, 7 d'empreses d'informació i comunicació, 22 d'empreses financeres, 30 d'empreses immobiliàries, 64 d'empreses de serveis, 36 d'entitats de l'administració pública i 33 d'empreses classificades com a «altres activitats de serveis».
Dels 156 establiments de servei als particulars que hi havia el 2009, 1 era una gendarmeria, 2 oficines de correu, 4 oficines bancàries, 2 funeràries, 13 tallers de reparació d'automòbils i de material agrícola, 1 establiment de lloguer de cotxes, 2 autoescoles, 21 paletes, 18 guixaires pintors, 12 fusteries, 10 lampisteries, 7 electricistes, 5 empreses de construcció, 11 perruqueries, 3 veterinaris, 26 restaurants, 12 agències immobiliàries, 2 tintoreries i 4 salons de bellesa.
Dels 36 establiments comercials que hi havia el 2009, 1 era un hipermercat, 2 grans superfícies de material de bricolatge, 2 botigues de més de 120 m², 1 una botiga de menys de 120 m², 7 fleques, 1 una carnisseria, 3 peixateries, 3 llibreries, 7 botigues de roba, 1 una botiga d'equipament de la llar, 1 una sabateria, 1 una botiga d'electrodomèstics, 2 botigues de mobles, 1 una botiga de material esportiu, 1 un drogueria, 1 una joieria i 1 una floristeria.
L'any 2000 a Talmont-Saint-Hilaire hi havia 133 explotacions agrícoles que ocupaven un total de 5.330 hectàrees.

## Equipaments sanitaris i escolars
El 2009 hi havia 2 farmàcies i 1 ambulància.
El 2009 hi havia 1 escola maternal i 4 escoles elementals.

## Poblacions més properes
El següent diagrama mostra les poblacions més properes.